# جيم غيليغان
جيم غيليغان (بالإنجليزية: Jim Gilligan)‏ هو لاعب كرة قاعدة أمريكي، ولد في 1 أكتوبر 1946 في Bayside, Queens ‏ في الولايات المتحدة.